# Drentsche Aa-gebied
Het Drentsche Aa-gebied in het midden en noorden van Drenthe is een van de laatste gave stroomdalen van Nederland. Het bestaat uit oud Drents cultuurlandschap met madelanden (graslanden), bosjes, houtwallen, essen (akkers), heide, jeneverbesstruwelen, esdorpen, hunebedden en landgoederen. Het Natura 2000-gebied omvat een gebied van bijna 40 km².
Het gebied telt vele beken en waterlopen, waaronder de Drentsche Aa. Het Natura 2000 gebied bestaat naast de madelanden van de Drentsche Aa, uit de onderdelen Balloërveld, Oudemolen, Gasterse Duinen, Gasterse Holt, Kampsheide, Eexterveld, De Strubben, De Vijftig Bunder en de omgeving van het dorp Zeegse.
Grote delen van het gebied zijn aangewezen als nationaal park (tot 2019 onder de naam Nationaal beek- en esdorpenlandschap Drentsche Aa) en als nationaal landschap (tot 2019 onder de naam Nationaal Landschap Drentsche Aa). 